# Makaria
Makaria är namnet på två olika gestalter i den grekiska mytologin. Fastän de sägs vara olika personer och har olika fäder, tas de upp samtidigt i både det bysantinska uppslagsverket Suda och av den grekiska sofisten Zenobius.
Hos Euripides är Makaria ("hon som är välsignad") dotter till Herakles.
I Suda nämns gudinnan Makaria. Hon är dotter till Hades och dotter till Persefone. Suda benämner henne som den välsignade dödens gudinna.